# Chip Jones
Daniel (Chip) Jones (Tegelen, 5 december 1979) is een Nederlands professioneel basketballer.

## Erelijst
- 2x NBB-Beker (2001, 2002)
- 3x All-Star (2004, 2005, 2010)